# Mount Rummage
Mount Rummage är ett berg i Antarktis. Det ligger i Östantarktis. Australien gör anspråk på området. Toppen på Mount Rummage är 1 510 meter över havet, eller 487 meter över den omgivande terrängen. Bredden vid basen är 4,3 km.
Terrängen runt Mount Rummage är varierad. Trakten är obefolkad. Det finns inga samhällen i närheten.